# Сойер, Мозес
Мо́зес Со́йер (англ. Moses Soyer, Мо́исей Абра́мович Со́йер; 25 декабря 1899, Борисоглебск, Тамбовской губернии — 3 сентября 1974, Нью-Йорк), американский художник-реалист XX века российского происхождения, брат-близнец художника Рафаэля Сойера, старший брат ещё одного художника в семье Сойеров, Айзека, талантливого живописца и, подобно двум старшим братьям, приверженца реализма.

## Биография
Мозес Сойер (1899-1987) родился, как и его брат-близнец Рафаэль (1899-1987), — 25 декабря 1899 года, в Борисоглебске. Отец, Авраам , преподаватель еврейского языка и литературы, прививавший с младенчества сыновьям вкус к высокой культуре, в 1912 году принуждён был покинуть Россию и переехать с семьёй в США .

### Ранние годы
Поселились Сойеры в Бронксе, на тогдашней окраине Нью-Йорка. Братья учились в Купер-Юнионе (англ.) (с 1916) и в Лиге студентов-художников в Нью-Йорке (нужно было успевать при этом зарабатывать на жизнь разовыми подсобными работами).
Первая персональная выставка Мозеса прошла в 1926 году, и стала ступенью к получению стипендии, на которую он смог отправиться в Европу, чтобы совершенствоваться в искусстве .

### Кризис в США
В годы катастрофического кризиса экономики Соединённых Штатов, Мозесу, как и его брату Рафаэлю Сойеру, очень помогла государственная программа Управление общественных работ, WPA (англ.).
Вначале Мозес вёл классы рисунка в Новой школе социальных исследований, Нью-Йорк; затем, к 1940 году, исполнил, совместно с братом Рафаэлем, серию настенных росписей, заказанных по проекту той же Works Progress Administration, в частности, роспись в вестибюле почтового отделения в Филадельфии.

### Зрелость
Мозес Сойер выступал против набиравшего силу абстрактного искусства, постоянно показывая свои фигуративные работы на выставках, и даже обретя статус знаковой фигуры в среде социальных реалистов.
Он был избран членом Института искусств и литературы, 1966, а перед тем — Национальной академии дизайна (1963). 
Иллюстрировал книгу о балете. В 1964 издал том руководства для художников — «Живопись человеческой фигуры» / «Painting the Human Figure» .
Умер Мозес Сойер, стоя за мольбертом, во время сеанса живописи с натуры. Это произошло 3 сентября 1974 года.
Архив Смитсоновского института содержит широкий спектр разнообразных документов Мозеса Сойера: наброски, свободные рисунки на полях, иллюстрации, письма, фотографии с выставок, из архива семьи .

## Творчество
Сквозная тема балета у Мозеса Сойера предполагает углублённое изучение наследия Дега; а образы тонких, почти нематериальных девушек (балерин) в его живописи находят неожиданные переклички в Советской России, где в идеализирующем ключе писал своих девочек-подростков старший земляк М. Сойера по Тамбовской губернии, — Николай Чернышёв.
Мозес Сойер не был новатором. Он отстаивал принципы социального реализма, актуальность которого для живописи была исчерпана ещё в эпоху Золя (именно соученик Золя по лицею, постимпрессионист Поль Сезанн, уже в конце XIX века наметил в живописи пути к иным возможностям владения формой и цветом). И Мозес Сойер в работах, созданных после Второй мировой войны делает свою красочную палитру более светлой и звучной .

## Музейные коллекции
- Денверский художественный музей, Денвер, штат Колорадо
- Национальная галерея искусства, Вашингтон, округ Колумбия
- Музей искусств округа Лос-Анджелес, Лос-Анджелес
- MoMA, Нью-Йорк
- Бруклинский музей
- Портлендский художественный музей (Орегон)
- Музей Уитни, Нью-Йорк